# Garré

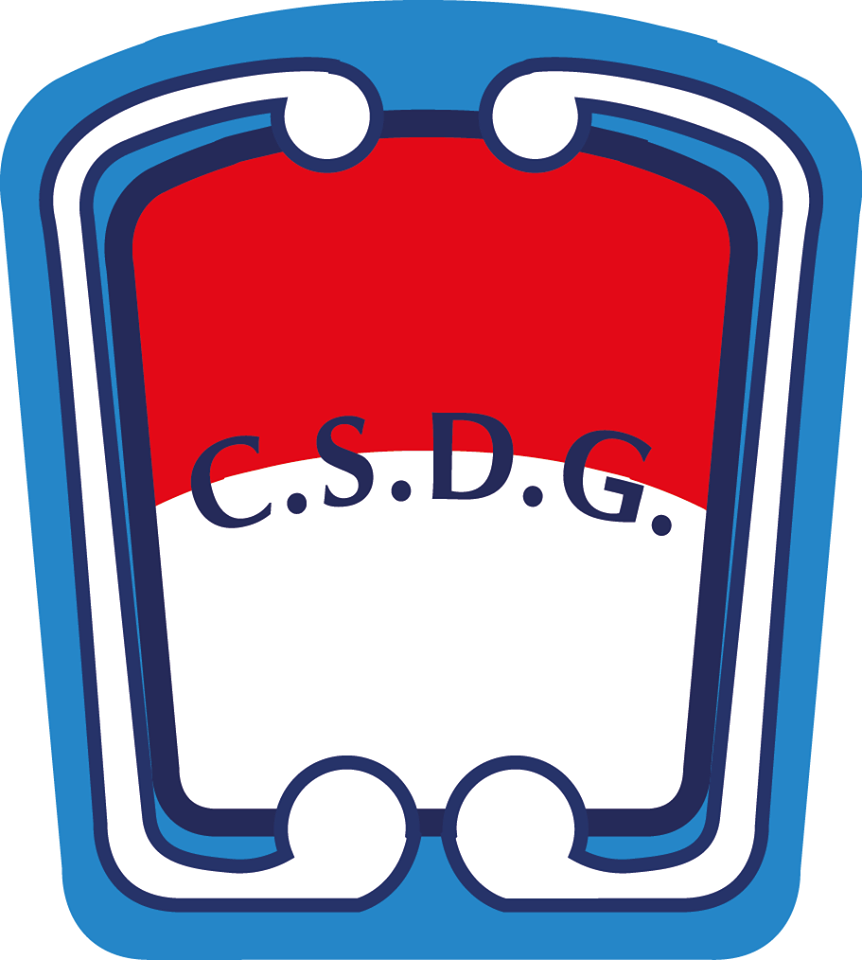

Garré es una localidad perteneciente a los partidos de Guaminí, Tres Lomas y Trenque Lauquen, en la provincia de Buenos Aires, Argentina.

## Población
Cuenta con 1526 habitantes (Indec, 2010)del último censo oficial.
| Gráfica de evolución demográfica de Garré entre 1991 y 2010 |
|                                                             |
| Fuente: Censos nacionales del INDEC                         |

## Historia
El 10 de agosto de 1911, el ministro de Obras Públicas de la provincia, doctor Tomás Sojo, tomó en consideración el proyecto de un centro de población que se propuso fundar Don Jerónimo Garré en tierras que ocupaba la estación Papín de la Compañía General de Ferrocarriles en la Provincia de Buenos Aires. El 11 de octubre de 1911 fueron aprobados los planos del proyecto. El pueblo fue fundado finalmente por Plácido Fernández Rogel, en representación del doctor Garré, juntamente con Francisco Zubillaga. Garré cuenta con una particularidad geográfica que lo distingue de otros pueblos de la zona: está ubicado en territorio tripartito, ya que pertenece al distrito de Guaminí, Trenque Lauquen y Tres Lomas. En la zona hay un monolito que une los tres puntos de las localidades.
Tres personajes fundamentales giran alrededor de la historia de la localidad: Jerónimo Garré, propietario de las tierras sobre las que se asentó la población; Francisco Zubillaga, comerciante muy emprendedor que poseía un importante Almacén de Ramos Generales; y el francés Papín, impulsor de la máquina a vapor. (1)(2)Entre los años 1920 y 1930 la estación ferroviaria llevaba el nombre de Zubillaga pero se cambió a Garré luego de la Revolución de Uriburu en 1930. Papín fue el primer nombre de la estación ferroviaria, y fue la denominación que intentó dirimir las disputas entre los promotores de los nombres Zubillaga y Garré.
1; Revista "La República", 1920
2; Huellas, Publicación de la Municipalidad de Trenque Lauquen